# روبرت أ. فورمان
روبرت أ. فورمان (بالإنجليزية: Robert A. Fuhrman)‏ هو مهندس أمريكي، ولد في 23 فبراير 1925، وتوفي في 21 نوفمبر 2009.